# 第39回全国高等学校バレーボール選抜優勝大会
第39回全国高等学校バレーボール選抜優勝大会（だい39かい ぜんこくこうとうがっこう バレーボールせんばつゆうしょうたいかい）は、2008年3月20日から3月26日まで7日間にわたって国立代々木第1体育館で行われる全国高等学校バレーボール選抜優勝大会である。サポーターにはHey! Say! JUMPが選ばれた。男子は東亜学園（東京）が2年連続優勝を果たし、女子は東九州龍谷（大分）が優勝している。

## 概要

### 日程
- 3月20日 - 開会式・1回戦
- 3月21日 - 1回戦・2回戦
- 3月22日 - 2回戦
- 3月23日 - 3回戦
- 3月24日 - 準々決勝
- 3月25日 - 準決勝
- 3月26日 - 決勝戦・閉会式

## 出場校

### 男子
- 前年度優勝 東亜学園（4年連続24回目・東京）

北海道・東北
- 北北海道代表 白樺学園（3年連続7回目）
- 南北海道代表 札幌第一（8年ぶり6回目）
- 青森県代表 弘前工業（2年連続33回目）
- 岩手県代表 不来方（6年ぶり6回目）
- 秋田県代表 雄物川（14年連続14回目）
- 山形県代表 日大山形（2年連続10回目）
- 宮城県代表 東北（9年連続24回目）
- 福島県代表 相馬（2年連続16回目）

関東
- 茨城県代表 霞ヶ浦（2年ぶり6回目）
- 栃木県代表 足利工大附属（22年連続27回目）
- 群馬県代表 伊勢崎（2年連続7回目）
- 埼玉県代表 深谷（4年連続26回目）
- 千葉県代表 習志野（2年連続15回目）
- 東京都代表 I 東洋（4年ぶり17回目）
- 東京都代表 II 駿台学園（3年連続6回目）
- 東京開催地 (III) 早稲田実業（2年連続5回目）
- 神奈川県代表 I 岸根（3年ぶり2回目）
- 神奈川県代表 II 城山（2年連続2回目）
- 山梨県代表 日本航空（6年連続6回目）

東海・北信越
- 長野県代表 長野日大（7年ぶり3回目）
- 新潟県代表 巻（5年ぶり7回目）
- 富山県代表 富山第一（2年ぶり4回目）
- 石川県代表 石川工業（2年連続14回目）
- 福井県代表 福井（3年連続20回目）
- 静岡県代表 聖隷クリストファー（4年ぶり5回目）
- 愛知県代表 星城（7年連続7回目）
- 岐阜県代表 岐南工業（13年ぶり13回目）
- 三重県代表 松阪工業（2年連続18回目）

近畿
- 滋賀県代表 高島（初出場）
- 奈良県代表 添上（4年連続21回目）
- 和歌山県代表 開智（14年連続14回目）
- 京都府代表 東山（12年ぶり3回目）
- 大阪府代表 I 大塚（2年ぶり4回目）
- 大阪府代表 II 履正社（2年連続8回目）
- 兵庫県代表 姫路南（35年ぶり3回目）

中国
- 鳥取県代表 鳥取工業（5年連続13回目）
- 島根県代表 安来（6年連続10回目）
- 岡山県代表 岡山東商（3年ぶり20回目）
- 広島県代表 祇園北（初出場）
- 山口県代表 宇部商業（2年連続33回目）

四国
- 香川県代表 高松工芸（5年連続15回目）
- 徳島県代表 脇町（3年ぶり4回目）
- 愛媛県代表 松山工業（4年連続19回目）
- 高知県代表 高知（2年ぶり10回目）

九州
- 福岡県代表 東福岡（初出場）
- 佐賀県代表 佐賀商業（2年連続23回目）
- 長崎県代表 佐世保南（3年ぶり4回目）
- 熊本県代表 鎮西（3年連続27回目）
- 大分県代表 大分工業（3年連続16回目）
- 宮崎県代表 日向学院（3年連続3回目）
- 鹿児島県代表 鹿児島商（5年連続14回目）
- 沖縄県代表 西原（3年連続17回目）

### 女子
- 前年度優勝 大阪国際滝井（3年連続17回目・大阪）

北海道・東北
- 北北海道代表 旭川実業（3年ぶり22回目）
- 南北海道代表 札幌大谷（4年連続9回目）
- 青森県代表 弘前学院聖愛（3年連続6回目）
- 岩手県代表 大船渡（初出場）
- 秋田県代表 聖霊女子短大附（6年連続13回目）
- 山形県代表 山形市立商（7年ぶり6回目）
- 宮城県代表 古川学園（15年連続30回目）
- 福島県代表 相馬東（2年連続6回目）

関東
- 茨城県代表 土浦日大（6年ぶり8回目）
- 栃木県代表 国学院栃木（3年ぶり21回目）
- 群馬県代表 高崎商科大附（2年連続6回目）
- 埼玉県代表 細田学園（2年連続4回目）
- 千葉県代表 市立船橋（2年ぶり17回目）
- 東京都代表 I 八王子実践（5年連続33回目）
- 東京都代表 II 下北沢成徳（2年連続12回目）
- 東京開催地 (III) 文京学院大学女子（2年ぶり6回目）
- 神奈川県代表 I 市立橘（9年連続13回目）
- 神奈川県代表 II 大和南（4年連続7回目）
- 山梨県代表 日本航空（5年連続5回目）

東海・北信越
- 長野県代表 東海大三（2年連続6回目）
- 新潟県代表 新潟青陵（15年ぶり3回目）
- 富山県代表 富山第一（4年連続4回目）
- 石川県代表 金沢商業（6年連続27回目）
- 福井県代表 北陸（2年ぶり3回目）
- 静岡県代表 島田商業（2年ぶり3回目）
- 愛知県代表 豊橋中央（2年連続6回目）
- 岐阜県代表 岐阜総合学園（初出場）
- 三重県代表 津商業（7年連続8回目）

近畿
- 滋賀県代表 近江兄弟社（3年ぶり6回目）
- 奈良県代表 奈良女子（5年連続14回目）
- 和歌山県代表 和歌山信愛女子短大附（3年連続23回目）
- 京都府代表 京都橘（11年連続12回目）
- 大阪府代表 I 四天王寺（2年連続19回目）
- 大阪府代表 II 金光大阪（初出場）
- 兵庫県代表 氷上（2年連続22回目）

中国
- 鳥取県代表 米子松蔭（2年連続2回目）
- 島根県代表 安来（4年ぶり13回目）
- 岡山県代表 就実（5年連続34回目）
- 広島県代表 進徳女（初出場）
- 山口県代表 誠英（15年連続25回目）

四国
- 香川県代表 高松東（初出場）
- 徳島県代表 富岡東（5年ぶり11回目）
- 愛媛県代表 聖カタリナ女子（16年連続27回目）
- 高知県代表 高知中央（2年連続2回目）

九州
- 福岡県代表 博多女子（4年ぶり20回目）
- 佐賀県代表 佐賀北（2年連続15回目）
- 長崎県代表 九州文化学園（13年連続23回目）
- 熊本県代表 熊本信愛女子（21年連続21回目）
- 大分県代表 東九州龍谷（19年連続24回目）
- 宮崎県代表 延岡学園（2年ぶり10回目）
- 鹿児島県代表 鹿児島女子（4年ぶり21回目）
- 沖縄県代表 中部商業（6年連続21回目）

### シード校
男子
- 第1シード校 東亜学園
- 第2シード校 大分工業
- 第3シード校 鎮西
- 第4シード校 雄物川
- 第5シード校 東洋

女子
- 第1シード校 大阪国際滝井
- 第2シード校 九州文化学園
- 第3シード校 東九州龍谷
- 第4シード校 八王子実践
- 第5シード校 金沢商業

## 試合結果

### 男子
1回戦
- 松山工 0－2　東福岡
- 高島　0－2　日本航空
- 不来方　2－1　岡山東商
- 石川県立工　1－2　足利工大附
- 岐南工　2－0　白樺学園
- 姫路南　2－1　佐世保南
- 山形日大　1－2　長野日大高
- 県立伊勢崎　0－2　祇園北
- 聖霊クリストファー　2－1　大塚
- 西原　0－2　高松工芸
- 岸根　2－0　富山一

- 深谷　2－0　開智
- 高知　1－2　松坂工
- 東北　2－0　習志野
- 宇部商　2－1　履正社
- 佐賀商　0－2　駿台学園
- 鳥取工　0－2　相馬
- 早稲田実　1－2　東山
- 脇町　0－2　安来
- 霞ヶ浦　2－1　弘前工
- 巻　0－2　星城

2回戦
- 東亜学園　2－0　東福岡
- 日本航空　2－0　不来方
- 日向学院　0－2　足利工大附
- 岐南工　2－0　添上
- 東洋　0－2　姫路南
- 長野日大高　2－1　祇園北
- 聖霊クリストファー　1－2　高松工芸
- 岸根　2－0　雄物川

- 鎮西　0－2　深谷
- 松坂工　1－2　東北
- 札幌一　2－1　宇部商
- 駿台学園　0－2　福井工大福井
- 城山　2－0　相馬
- 東山　1－2　鹿児島商
- 安来　0－2　霞ヶ浦
- 星城　2－0　大分工

3回戦
- 東亜学園　2－0　日本航空
- 足利工大附　2－0　岐南工
- 姫路南　2－1　長野日大高
- 高松工芸　1－2　岸根

- 深谷　1－2　東北
- 札幌一　1－2　福井工大福井
- 城山　0－2　鹿児島商
- 霞ヶ浦　0－2　星城

準々決勝
- 東亜学園　2－0　足利工大附
- 姫路南　2－0　岸根

- 東北　2－1　福井工大福井
- 鹿児島商　0－2　星城

準決勝
- 東亜学園　3－0　姫路南

- 東北　1－3　星城

決勝
- 東亜学園　3－2　星城

### 女子
1回戦
- 旭川実　1－2　市立船橋
- 熊本信愛女学院　2－1　進徳女
- 聖カタリナ女　2－0　日本航空
- 豊橋中央　2－0　北陸
- 鹿児島女　0－2　氷上
- 米子松蔭　0－2　古川学園
- 博多女　0－2　川崎橘
- 京都橘　0－2　津商
- 就実　2－0　新潟青陵
- 富岡東　2－0　金光大阪
- 弘前学院聖愛　0－2　延岡学園

- 高崎商科大附　0－2　高知中央
- 札幌大谷　1－2　島田商
- 下北沢成徳　2－0　和歌山信愛女短大附
- 安来　0－2　中部商
- 大船渡　2－1　富山一
- 細田学園　2－0　佐賀北
- 誠英　2－0　岐阜総合学園
- 國學院大栃木　1－2　東海大三
- 近江兄弟社　0－2　高松東
- 大和南　2－0　相馬東

2回戦
- 大阪国際滝井　2－0　市立船橋
- 熊本信愛女学院　2－1　聖カタリナ女
- 文京学院大女　2－0　豊橋中央
- 氷上　2－0　聖霊女短大付
- 金沢商　0－2　古川学園
- 川崎橘　0－2　津商
- 就実　2－1　富岡東
- 延岡学園　0－2　八王子実践

- 東九州龍谷　2－0　高知中央
- 島田商　0－2　下北沢成徳
- 土浦日大高　1－2　中部商
- 大船渡　2－0　奈良女
- 四天王寺　0－2　細田学園
- 誠英　2－1　山形市商
- 東海大三　2－0　高松東
- 大和南　0－2　九州文化学園

3回戦
- 大阪国際滝井　2－1　熊本信愛女学院
- 文京学院大女　2－1　氷上
- 古川学園　2－1　津商
- 就実　1－2　八王子実践

- 東九州龍谷　2－0　下北沢成徳
- 中部商　2－0　大船渡
- 細田学園　0－2　誠英
- 東海大三　0－2　九州文化学園

準々決勝
- 大阪国際滝井　2－1　文京学院大女
- 古川学園　2－0　八王子実践

- 東九州龍谷　2－0　中部商
- 誠英　2－1　九州文化学園

準決勝
- 大阪国際滝井　1－3　古川学園

- 東九州龍谷　3－1　誠英

決勝
- 古川学園　0－3　東九州龍谷